# Thony Valencia
Anthony David Valencia Cortéz (Piura, 5 de mayo de 1994), conocido por su nombre artístico Thony Valencia, es un cantante peruano. Logró consolidar su carrera musical en la cumbia peruana, tras haber integrado la banda musical Grupo 5.

## Biografía
Anthony David Valencia Cortez nació el 5 de mayo de 1994 en Piura.[cita requerida] Su pasión por la música se despertó desde temprana edad. A los once años, participó en el coro de la iglesia de San Sebastián, en el cual mostraría sus dotes en el canto innato que no pasó desapercibido.
En el año 2013, con tan solo 19 años, participó en la sexta y octava temporada de Yo soy del canal Latina Televisión, donde haría su imitación al cantante mexicano Kalimba. Su participación en el dicho programa, fue el inicio de su carrera artística, catapultándolo a la fama y abriéndole las puertas a nuevas oportunidades.[cita requerida]
En el año 2023, se incorpora a la banda musical Grupo 5, desempeñandose en el rol de vocalista junto a los otros cantantes Christian Yaipén, Luis Manuel y Pedro Loli. Su incorporación al conjunto, fue recibida con entusiasmo por los fanáticos, quienes lo vieron como un nuevo talento que prometía refrescar la escena musical.
Al año siguiente, Valencia se incorpora al elenco central de la adaptación peruana del espectáculo Hombres a la plancha, conformando junto a los actores Juan Carlos Rey de Castro, Yaco Eskenazi, Stefano Meier, Marco Zunino, y el cantante (quién también es personalidad televisiva) Gino Assereto.[cita requerida]
En ese año, se vio envuelto en un escándalo que puso a prueba su imagen pública y su futuro profesional. Laura Zurita, una joven de 27 años, lo acusó de no reconocer a su hijo de dos meses, ni de cumplir con sus obligacnes económicas.

## Discografía

### Canciones
- «Mix Como has hecho/Niñachay»
- «Noelia» (versión)
- «Cruel»
- «Mix Latin Pop 2000»
- «Mix Caporales»
- «Yo quería» (versión)[11]
- «Mi Perú»
- «Partido en dos» (versión)[12]